# Vila Václava Diviše
Vila Václava Diviše je rodinná vila v Praze 7-Troji v ulici Trojská. Od 7. prosince 1992 je chráněna jako nemovitá kulturní památka České republiky.

## Historie
Funkcionalistickou vilu postavenou v letech 1928–1929 navrhl architekt Adolf Benš pro majitele stavební silniční firmy Václava Diviše.

## Popis
Třípatrová stavba čtvercového půdorysu s plochou střechou stojí v příkrém svahu nad Trojskou ulicí. Je osazena na terasovitě odstupňované podnoži se dvěma patry sklepení. Má železobetonový skelet a vnitřní železobetonové schodiště. Terasy jsou orientované do všech světových stran.
Jižní dispozice domu obsahuje obytné a společenské prostory, při severní straně v přízemí mírně zahloubeném do svahu jsou technické a obslužné prostory. Jednoduchá okna jsou v patře pásová a ve třetím patře francouzská se vstupem na terasu.
Mezi dochované detaily patří křížově armované stropy v interiéru bez dodatečného podhledu, které mají viditelné průvlaky.